# Kaliganj (Jhenaidah)
Kaliganj è un sottodistretto (upazila) del Bangladesh situato nel distretto di Jhenaidah, divisione di Khulna. Si estende su una superficie di 310,16 km² e conta una 282.366 popolazione di abitanti (dato censimento 2011).